# Vaxholms stad
För kommunen efter 1971, som också kallas Vaxholms stad i vissa sammanhang, se Vaxholms kommun.
Vaxholms stad var en stad och kommun i Stockholms län.

## Administrativ historik
Vaxholms stad fick stadsrättigheter 1652. 
Staden inrättades som kommun, enligt Förordning om kommunalstyrelse i stad (SFS 1862:14) den 1 januari 1863, då Sveriges kommunsystem infördes. Vaxholm omfattade ursprungligen endast Vaxön. Rindö tillfördes 1913 från Värmdö landskommun.
1 januari 1950 (enligt beslut den 10 december 1948) överfördes till Vaxholms stad från Värmdö landskommun och Värmdö jordregistersocken i kommunalt hänseende och i avseende på fastighetsredovisningen den till Vaxholms församling hörande delen av Värmdö landskommun och jordregistersocken eller öarna Ramsö, Skarpö och Tynningö och Långholmen omfattande en areal av 8,59 km², varav 8,31 km² land, och med 385 invånare.
Den 1 januari 1952 (enligt beslut den 16 mars 1951) överfördes till Vaxholms stad och församling från Östra Ryds landskommun och församling ett obebott område bestående av den nordväst om Vaxön belägna Myrholmen och den söder om Vaxön belägna Pålsundsklippan (den del som inte redan tillhörde staden) omfattande en areal av 0,01 km², varav allt land.
Vaxholms stad ombildades 1971 till Vaxholms kommun. Efter en sammanslagning och sedan utbrytning av Österåkers kommun kom Vaxholms kommun från 1983 att vara större än den kommun som bildades 1971. 

### Judiciell tillhörighet
Den egna jurisdiktionen med magistrat och rådhusrätt upphörde 1948 då staden lades under landsrätt i Södra Roslags domsaga och Södra Roslags domsagas tingslag.

### Kyrklig tillhörighet
I kyrkligt hänseende tillhörde staden Vaxholms församling.

### Sockenkod
För registrerade fornfynd med mera så återfinns staden inom ett område definierat av sockenkod 0109 som motsvarar den omfattning staden hade kring 1950.

## Stadsvapnet
Blasonering: Sköld kluven av rött och silver med en av en vågskura bildad stam av motsatta tinkturer samt i främre hälften framstäven av ett från skuran framkommande och på stammen seglande skepp av silver samt i bakre hälften ett på stammen stående rött fästningstorn.
Vapnet fastställdes år 1944.

## Geografi
Vaxholms stad omfattade den 1 januari 1952 en areal av 15,37 km², varav 15,08 km² land. Efter nymätningar och arealberäkningar färdiga den 1 januari 1955 omfattade staden den 1 januari 1961 en areal av 16,30 km², varav 16,09 km² land.

### Tätorter i staden 1960
| Tätort             | Folkmängd |
| ------------------ | --------- |
| Vaxholm            | 2 648     |
| Oskar-Fredriksborg | 549       |

Tätortsgraden i staden var den 1 november 1960 84,4 procent.

## Befolkningsutveckling
| Befolkningsutvecklingen i Vaxholms stad 1805–1970 | Befolkningsutvecklingen i Vaxholms stad 1805–1970 | Befolkningsutvecklingen i Vaxholms stad 1805–1970 | Befolkningsutvecklingen i Vaxholms stad 1805–1970 | Befolkningsutvecklingen i Vaxholms stad 1805–1970 |
| --- | ------------------------------------------------- | ------------------------------------------------- | ------------------------------------------------- | ------------------------------------------------- |
| |                                                   |                                                   |                                                   |                                                   |
| År |                                                   |                                                   | Folkmängd                                         |                                                   |
| 1805 | 1805                                              |                                                   | 1 048                                             |                                                   |
| 1810 | 1810                                              |                                                   | 987                                               |                                                   |
| 1820 | 1820                                              |                                                   | 958                                               |                                                   |
| 1830 | 1830                                              |                                                   | 871                                               |                                                   |
| 1840 | 1840                                              |                                                   | 921                                               |                                                   |
| 1850 | 1850                                              |                                                   | 911                                               |                                                   |
| 1860 | 1860                                              |                                                   | 1 048                                             |                                                   |
| 1870 | 1870                                              |                                                   | 1 088                                             |                                                   |
| 1880 | 1880                                              |                                                   | 1 278                                             |                                                   |
| 1890 | 1890                                              |                                                   | 1 591                                             |                                                   |
| 1900 | 1900                                              |                                                   | 1 702                                             |                                                   |
| 1910 | 1910                                              |                                                   | 1 625                                             |                                                   |
| 1920 | 1920                                              |                                                   | 3 354                                             |                                                   |
| 1930 | 1930                                              |                                                   | 2 934                                             |                                                   |
| 1935 | 1935                                              |                                                   | 2 922                                             |                                                   |
| 1940 | 1940                                              |                                                   | 2 765                                             |                                                   |
| 1945 | 1945                                              |                                                   | 2 969                                             |                                                   |
| 1950 | 1950                                              |                                                   | 3 659                                             |                                                   |
| 1955 | 1955                                              |                                                   | 3 679                                             |                                                   |
| 1960 | 1960                                              |                                                   | 3 788                                             |                                                   |
| 1965 | 1965                                              |                                                   | 4 347                                             |                                                   |
| 1970 | 1970                                              |                                                   | 4 754                                             |                                                   |
| Anm: För åren 1805-1945: befolkning enligt folkräkning 31 december enligt den administrativa indelningen den 1 januari följande år. 1950 avser befolkning enligt folkräkning den 31 december enligt den administrativa indelningen den 1 januari 1952. 1955 avser den kyrkobokförda befolkningen den 31 december enligt den administrativa indelningen den 1 januari följande år. 1960 & 1965 avser befolkning enligt folkräkning den 1 november enligt den administrativa indelningen den 1 januari följande år. 1970 avser befolkningen den 1 november 1970 i det område som staden omfattade när den bildade Vaxholms kommun 1 januari 1971. |                                                   |                                                   |                                                   |                                                   |

## Politik

### Mandatfördelning i valen 1919–1966
| 4 | 13 | 8 |

| 21 | 4 |

| 3 | 12 | 10 |

| 22 |

| 2 | 2 | 10 | 11 |

| 23 |

| 2 | 4 | 2 | 9 | 8 |

| 23 |

| 6 |  | 10 | 8 |

| 24 |

| 7 | 2 |  | 10 | 5 |

| 23 |

| 10 |  | 10 | 4 |

| 22 |

| 10 |  | 8 | 6 |

| 23 |

| 11 |  | 10 | 3 |

| 22 |

| 12 | 10 | 3 |

| 23 |

| 11 | 10 | 4 |

| 23 |

| 11 |  |  | 7 | 5 |

| 23 |

| 13 |  | 7 | 4 |

| 24 |

| 11 | 2 | 7 | 5 |

| 23 |